# Gymnotus carapo occidentalis
Gymnotus carapo occidentalis es una de las subespecies en que se divide la especie de pez gimnotiforme de agua dulce G. carapo, la que es denominada comúnmente morena. Se distribuye en ambientes acuáticos tropicales del centro-oeste de Sudamérica.

## Taxonomía
Esta subespecie fue descrita originalmente en el año 2017 por los ictiólogos Jack M. Craig, William G. R. Crampton y James S. Albert.
Localidad tipo
La localidad tipo referida es: “Cocha Zapote (en las coordenadas: 05°20′02″S 74°29′05″O / -5.33389, -74.48472), río Pacaya, Loreto, Perú”.
Holotipo
El ejemplar holotipo designado es el catalogado como: UF 126181; se trata de un espécimen adulto el cual midió 272 mm de longitud estándar.
Paratipos
Fue designado un paratipo, el que fue catalogado como: UF 126181; midió 245 mm de longitud estándar; poseen los mismos datos de colecta que el holotipo.
Etimología
Etimológicamente el término genérico Gymnotus proviene de la palabra del idioma griego gymnos, que significa 'desnudo'.
El epíteto específico carapo deriva del nombre común en idioma portugués carapó, también llamado sarapó, el que a su vez procede del tupí sara’pó, que significa "mano que se desliza".
El epíteto subespecífico occidentalis refiere a la distribución hacia el poniente de este taxón respecto a la de las restantes subespecies que integran Gymnotus carapo.
Caracterización y relaciones filogenéticas
Respecto a las restantes subespecies, Gymnotus carapo occidentalis se caracteriza por tener la cabeza larga y estrecha, una corta distancia interorbital, una corta distancia preorbital, un cuerpo delgado y una boca estrecha.
Los autores evaluaron la estructura de la variación fenotípica de las poblaciones de Gymnotus carapo en las numerosas cuencas hidrográficas en que se extiende su vasta geonemia, utilizando estadísticas multivariadas para cuantificar diferencias fenotípicas dentro y entre cada población, en aspectos relacionados con pigmentación, morfometría geométrica, merística y osteología.
Los resultados obtenidos arrojaron diferencias significativas, pero no diagnósticas, entre las distintas entidades encontradas, las que estaban delimitadas regionalmente, por lo que, para identificarlas taxonómicamente, se inclinaron por emplear la categoría de subespecie y no la de especie.

## Distribución y hábitat
Gymnotus carapo occidentalis se distribuye en cursos fluviales tropicales de colectores hidrográficos occidentales correspondientes a la cuenca del Amazonas, entre los cuales se encuentran los ríos Negro, Napo y Aripuanã en el centro y oeste de Brasil, el este de Ecuador y de Perú, además de la zona de Cuyuní-Mazaruní (cuenca del Esequibo) en Guyana.